# Tëmkinskij rajon
Il Tëmkinskij rajon (in russo Тёмкинский район?) è un rajon dell'oblast' di Smolensk, nella Russia europea; il capoluogo è Tëmkino. Istituito nel 1929, ricopre una superficie di 1 324,25 chilometri quadrati.